# Lillebror och jag
Lillebror och jag är en svensk komedi från 1940 i regi av Weyler Hildebrand.

## Om filmen
Som förlaga har man László Szilágyis operett Én és a kisöcsém som uruppfördes på Fövárosi Operettszinház i Budapest 1934. 
Filmen spelades in i Filmstaden Råsunda med exteriörer från Venedig utan någon av filmens huvudrollsinnehavare av Åke Dahlqvist. Musiken i filmen framfördes av Arne Hülphers orkester och Leon Liljequists Tyrolerkapell, för koreografin svarade Sven Aage Larsen. 
Filmen premiärvisades 11 mars 1940 i Eskilstuna,  Uppsala och Stockholm. 

## Roller i urval
- Elof Ahrle - John Andersson
- Thor Modéen - Hurtig, förvandlingskonstnär
- Åke Söderblom - Flink, förvandlingskonstnär
- Birgit Rosengren - Mary Björkman
- Gösta Cederlund - direktör Björkman, Marys far
- Marianne Löfgren - Kaj Lind, Björkmans sekreterare
- Eric Abrahamsson - direktör Andersson, Johns far
- Hjördis Petterson - fröken Björkman, direktör Björkmans syster
- Kotti Chave - Francesco
- Eivor Landström - Rosita
- Gustaf Lövås - Albin Andersson, brudgum
- Carin Swensson - bruden
- Magnus Kesster - pokerspelare Andersson
- Gaby Stenberg - växeltelefonist på Björkmans kontor
- Nils Jacobsson - Persson, boxare

## Filmmusik i urval
- Får jag bli Er gondoljär, Signorina?, kompositör Mac Morris, text Dardanell, sång Elof Ahrle
- Jag är en glad tyrolare, kompositör Leon Liljequist
- På sätervallen, kompositör Leon Liljequist
- Väva vadmal (Så väva vi vadmal), instrumental.
- Flickan hon går i ringen, instrumental.
- Hot Gavotte, kompositör James Cavanaugh, John Redmond och Frank Weldon, instrumental.
- Luciaparodi, kompositör Teodoro Cottrau, text Weyler Hildebrand, sång Tatjana Angelini
- Belle nuit d'amour (Stilla natt, o kärleksnatt/Stilla natt, o ljuva natt), kompositör och text 1881 Jacques Offenbach, fransk text 1881 Jules Barbier och Michel Carré svensk text 1881 Ernst Wallmark svensk text 1912 Emil Grandinson, instrumental.
- Tre giorni sono che Nina, kompositör Giovanni Battista Pergolesi, instrumental.
- Ein Sommernachtstraum. Hochzeitmarsch (En midsommarnattsdröm. Bröllopsmarsch), kompositör Felix Mendelssohn-Bartholdy, instrumental.